# Distretto di Suwa
Il distretto di Suwa (諏訪郡, Suwa-gun?) è uno dei distretti della prefettura di Nagano, in Giappone.
Attualmente fanno parte del distretto i comuni di Fujimi, Hara e Shimosuwa.
| Controllo di autorità | VIAF (EN) 147754198 · LCCN (EN) n81039697 · J9U (EN, HE) 987007557210005171 · NDL (EN, JA) 00399498 |